# Escuela de Educación Orgánica Marietta Johnson
La Escuela de Educación Orgánica Marietta Johnson fue una escuela fundada por Marietta Johnson en Fairhope, Alabama, Estados Unidos. Las instalaciones de la escuela se incluyeron en el Registro Nacional de Lugares Históricos en 1988.
La lista incluía tres edificios contribuyentes: el edificio Bell construido y ampliado en 1904 y 1910; Dahlgren Hall, construido en 1912; y el Art Barn, construido en 1924.
La escuela fue descrita por el educador John Dewey en su libro Schools of Tomorrow de 1913.